# Зориковский сельский совет
Зориковский сельский совет (укр. Зориківська сільська рада) — входит в состав
Меловского района
Луганской области
Украины.

## Населённые пункты совета
- с. Зориковка
- с. Пивневка

## Адрес сельсовета
92523, Луганская обл., Меловский р-н, с. Зориковка, ул. Центральная, 37